# Mutara II
Mutara II Rwogera est un roi (mwami) du Rwanda qui régna au milieu du XIXe siècle, après Yuhi IV. Après le premier juin 1853, le roi Mutara II Rwogera est décédé après avoir été malade, mais l'ONG a empêché Abiru d'informer la reine Nyiramavugo Nyiramongi de sa mort, l'ONG parce qu'elle avait refusé de boire et ne devait pas rester après la reddition du roi. Lorsque la lampe a été allumée, Rwakagara, la sœur aînée de la reine, le cadeau sur le lait et l'a tuée. C'est la dynastie Mutara qui a achevé la conquête planifiée de Gisaka, un pays en difficulté. C'est également à cette époque que le Rwanda a perdu sa voix, car en ce qui concerne la taxe annuelle comme d'habitude, l'indagu a montré qu'il était impossible de la recevoir lorsque le roi était gravement malade, seulement pour la restituer. Depuis lors, l'île a dominé le Rwanda. Rwabugili, qui a hérité du royaume de son père, a fait un excellent travail pour le restaurer,
Kigeli IV lui succéda.